# Tialidia congoensis
Tialidia congoensis är en insektsart som beskrevs av Nielson 1982. Tialidia congoensis ingår i släktet Tialidia och familjen dvärgstritar. Inga underarter finns listade i Catalogue of Life.